# Scopula tincta
Scopula tincta är en fjärilsart som beskrevs av W. Warren 1904. Scopula tincta ingår i släktet Scopula och familjen mätare. Inga underarter finns listade.